# Krasov
Krasov (deutsch Kronsdorf) ist eine Gemeinde in Tschechien. Sie liegt zwölf Kilometer westlich von Krnov und gehört zum Okres Bruntál.

## Geografie

### Geografische Lage
Krasov befindet sich im Osten des Altvatergebirges am Übergang zum Niederen Gesenke im Tal des Baches Krasovka. Nördlich erhebt sich der Kozí vrch (Lährberg, 678 m), im Nordosten der Uhlák (666 m), südlich die Kopřivná (Nesselbuchs, 638 m) und Vysoká (Fleischerberg, 628 m), im Westen die Svoboda (Freiheitsberg, 663 m) und im Nordwesten der Obecní vrch (Gemeindeberg, 682 m) und der Polomy (Schloßhügel, 725 m).
Nachbarorte sind Staré Purkartice und Vraclávek im Norden, Hošťálkovy und Hůrka im Nordosten, Ježník im Osten, Radimek, Radim, Brantice und Loučky im Südosten, Čaková im Süden, Široká Niva und Pocheň im Südwesten, Karlovice im Westen sowie Adamov und Jelení im Nordwesten.

### Gemeindegliederung
Für die Gemeinde Krasov sind keine Ortsteile ausgewiesen.

## Geschichte
Kronsdorf entstand wahrscheinlich in der Mitte des 15. Jahrhunderts. Erstmals urkundlich erwähnt wurde das Dorf 1502 im Zuge der Einsetzung eines Erbrichters. 1523 erwarb die Kammer des Herzogtums Jägerndorf den Ort einschließlich der Mühle und Brauerei. Besitzer waren die Hohenzollern und nach der Schlacht am Weißen Berg die Liechtensteiner. Bei der Teilung Schlesiens 1742 verblieb Kronsdorf bei Österreichisch-Schlesien. 1834 bestand Kronsdorf aus 175 Häusern und hatte 1168 Einwohner.
Nach der Aufhebung der Patrimonialherrschaften entstand 1850 die politische Gemeinde Kronsdorf / Korunov in der Bezirkshauptmannschaft Jägerndorf. 1930 lebten in Kronsdorf 984 Einwohner, die fast alle der deutschen Volksgruppe angehörten. Der tschechische Name Korunov wurde 1935 in Krasov geändert.
Nach dem Münchner Abkommen wurde Kronsdorf 1938 dem Deutschen Reich zugeschlagen und gehörte bis 1945 zum Landkreis Jägerndorf. 1939 lebten in der Gemeinde 980 Menschen. Nach dem Ende des Zweiten Weltkrieges wurde die deutsche Bevölkerung vertrieben.
Seit der Auflösung des Okres Krnov zum Ende des Jahres 1960 gehört Krasov zum Okres Bruntál.

## Sehenswürdigkeiten
- Kirche St. Katharina, einschiffiger Barockbau aus dem Jahre 1677. Die Kirche wurde zwischen 1867 und 1878 rekonstruiert.
- evangelische Kirche der Böhmischen Brüder, erbaut in den 1930er Jahren
- Friedhofskapelle am Hang über der katholischen Kirche
- Ruine der Friedhofskapelle auf dem ehemaligen Friedhof südlich der evangelischen Kirche
- Häuser in Volksbauweise aus der Mitte des 19. Jahrhunderts, zwei davon sind als Kulturdenkmale geschützt
- Naturreservat Radim, östlich des Dorfes. Das seit 1969 geschützte 19,25 ha große Terrain umfasst Reste eines Tannen-Buchenwaldes mit autochthonen Lärchen und einzelnen Exemplaren von Bergulmen und Bergahorn.
- Naturreservat Krasovský kotel (Kessel), das zweieinhalb Kilometer nördlich von Krasov am Kozí vrch befindliche Gebiet mit einer Fläche von 11,46 ha ist seit 1989 wegen seiner Pflanzenvielfalt geschützt. Zum Bestand gehören Populationen der Dachziegeligen Siegwurz, Mücken-Händelwurz, Zweiblättrigen Waldhyazinthe und Breitblättriges Knabenkraut.

## Söhne und Töchter der Gemeinde
- Josef Schinzel (1869–1944), Titularbischof von Elusa und Weihbischof von Olmütz
- Otto Kittel (1917–1945), deutscher Jagdflieger im Zweiten Weltkrieg